# Lucrecia Arana
Lucrecia López de Arana (Haro, 23 de noviembre de 1867-Madrid, 9 de mayo de 1927) fue una cantante tiple-contralto española. Se hizo muy popular por sus actuaciones en el género de la zarzuela.

## Biografía

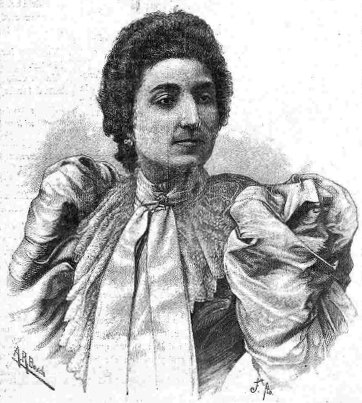
Retrato de Lucrecia Arana

Su padre falleció en la tercera guerra carlista luchando por Don Carlos cuando ella tenía solo un año. Siendo joven se trasladó a Madrid para trabajar en la sucursal que allí tenía el bodeguero riojano López Heredia y acudiría a clases de canto con los mejores profesores de la época.
En 1887, con tan solo diecinueve años debutó con un papel secundario de la obra "La mascota" en el teatro Price de Madrid. Con la Compañía de Julián Romea realizó actuaciones por diversos lugares de España. Una de ellas fue en las fiestas de septiembre de Haro, su localidad natal.
En 1896 actúa en el teatro de la Zarzuela con la obra "El Gaitero", y al año siguiente estrena La viejecita de Echegaray y el maestro Caballero, interpretando el personaje de Carlos.
El 29 de noviembre de 1898 se estrenó en el Teatro de la Zarzuela de Madrid Gigantes y cabezudos, zarzuela cómica en un acto y tres cuadros, en verso. Texto de Miguel Echegaray y música de Manuel Fernández Caballero, zarzuela especialmente escrita para Lucrecia en el papel protagonista de Pilar. Una de las zarzuelas más representativas de nuestro género lírico.
Mantuvo una relación extramatrimonial con el escultor valenciano Mariano Benlliure, fruto de la cual nace su hijo, José Luis Mariano Benlliure López de Arana, en 1908.
Falleció en 1927 en su casa por una embolia cerebral y fue enterrada en el cementerio de San Justo, en Madrid. Su marido esculpió una medalla con su imagen que desde entonces se concede como premio a la cantante más destacada en el Conservatorio de Madrid.

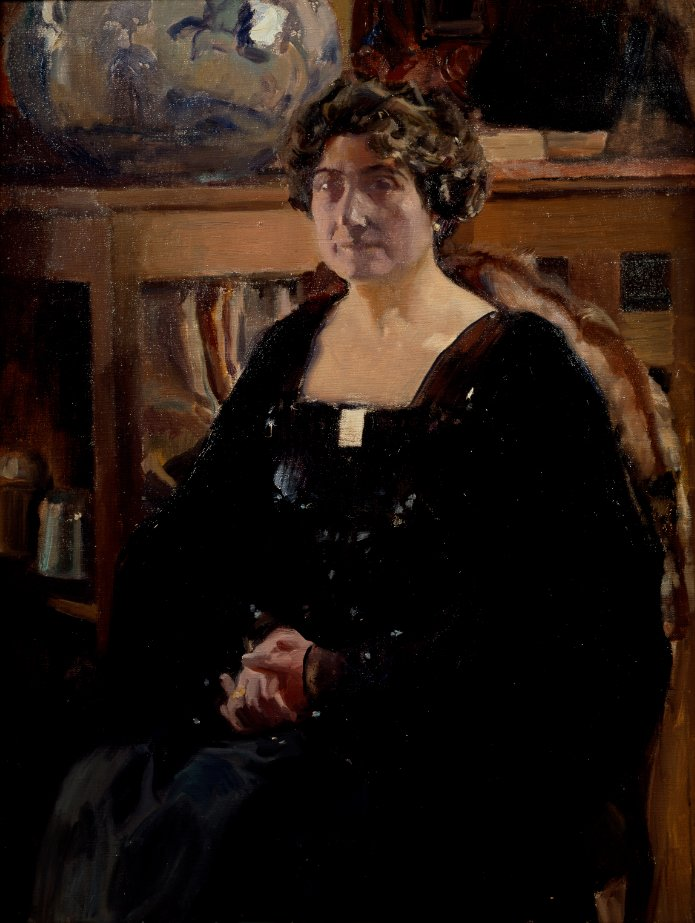
Retrato de Lucrecia Arana, Joaquín Sorolla, 1919-1920, Museo de Bellas Artes de Valencia.

## Homenajes
En 1979 el ayuntamiento de Haro puso el nombre Lucrecia Arana a una calle para homenajearla, la hasta entonces llamada calle del General Franco, que antes de 1937 se llamaba calle de La Libertad.
El 17 de julio de 2010 la Asociación Amigos de la Música de Zaragoza organizó un homenaje a Lucrecia Arana en Haro. En este se habló de su vida y el ayuntamiento descubrió una placa conmemorativa en el Teatro Bretón.
En octubre de 2017 y con motivo del 150 aniversario del nacimiento de la cantante, se organizaron en Logroño una serie de exposiciones conciertos y conferencias organizados por el Museo de La Rioja y la Fundación Mariano Benlliure.